# لاودی ویگینز
لاودی ویگینز (انگلیسی: Loudy Wiggins؛ زادهٔ ۷ ژوئیهٔ ۱۹۷۹) ورزشکار ورزش شنا اهل استرالیا است.
وی در مسابقات کشوری و بین‌المللی در مجموع برندهٔ ۳ مدال طلا، ۵ مدال نقره، ۳ مدال برنز شده‌است.